# All You Need Is Love (EP)
All You Need Is Love è un EP-compilation di vari artisti, sponsorizzato dalla Starbucks e pubblicato dalla (Red) Exclusives (catalogo SKU 11005900), a favore della lotta contro l'AIDS in Africa, nel 2009.

## Descrizione
Il titolo è preso dall'omonimo brano dei Beatles – nato come traccia di chiusura dell'album Magical Mystery Tour (1967), – la cui cover dei Playing for Change è la traccia di apertura dell'EP; inoltre partecipano gli U2 (la cui versione di un famoso brano di Greg Lake, I Believe in Father Christmas, è pubblicata per la campagna Product Red di Bono Vox), la Dave Matthews Band e John Legend.

## Tracce
1. Playing for Change – All You Need Is Love – 3:58 (Lennon-McCartney)
2. U2 – I Believe in Father Christmas – 3:25 (testo: Peter Sinfield – musica: Greg Lake (strofa e ponte), Sergej Prokof'ev (ritornello[2]))
3. Dave Matthews Band – You and Me (acustica) – 4:21 (Dave Matthews)
4. John Legend – (Red)emption Song – 4:01 (Bob Marley)